# 佩塔卡
佩塔卡（法語：Pétaka），是馬里的城鎮，位於該國中部，由莫普提區的杜安扎省負責管轄，面積234平方公里，海拔高度289米，2009年人口6,010，人口密度每平方公里26人。